# Flaga Irlandii
Flaga Irlandii (irl. Bratach na hÉireann, pot. Irish Tricolour) – jeden z symboli państwowych Republiki Irlandii.

## Wygląd i symbolika
Flaga Irlandii – prostokątna, trzy pasy o układzie pionowym: od lewej zielony, biały i pomarańczowy. Przyjmuje się, że kolor zielony oznacza katolików, pomarańczowy – protestantów, a biały – ciągłe dążenie do pokoju między nimi. Inna interpretacja kolorów: pomarańczowy oznacza wierność, zielony symbolizuje republikę a biały to pokój. Flaga potocznie nazywana jest Irish Tricolour.

## Historia
Zestaw barw używany obecnie na fladze Irlandii po raz pierwszy pojawił się w formie kokard w 1830 podczas obchodów rocznicy rewolucji francuskiej i był inspirowany flagą Francji. Flagi w tym zestawieniu kolorów faktycznie zaistniały w czasie powstania w 1848 wywołanego przez ugrupowanie Młoda Irlandia, a za pomysłodawcę flagi uznawany jest jego przywódca, Thomas Francis Meagher.
W tym czasie przez irlandzki ruch narodowy używane były też różne inne flagi, głównie w dominującym kolorze zielonym, często z wizerunkiem harfy i z różnymi napisami.
W drugiej połowie XIX i w początkach XX wieku Irish Tricolour która dzięki swej trójbarwnej kompozycji kojarzyła się z flagą Francji, a przez to z republikanizmem, była używana głównie przez kręgi bezkompromisowo niepodległościowe i antybrytyjskie: Fenian, Ligę Gaelicką, a przede wszystkim przez Sinn Féin. „Konkurencyjna” i łatwiejsza do akceptacji przez władze brytyjskie flaga zielona z harfą (tak zwana Green Flag), była natomiast preferowana głównie przez zwolenników autonomii Irlandii (home rule), tak zwanych nacjonalistów westminsterskich.
Oficjalną flagą Irlandii w latach 1800–1922 pozostawała jednak skonstruowana przez władze brytyjskie biała flaga z czerwonym ukośnym krzyżem, tak zwanym krzyżem Świętego Patryka (Saint Patrick Cross), który jest także do dziś wpisany we flagę brytyjską.
W 1916 podczas powstania wielkanocnego Irish Tricolour została wywieszona na budynku Poczty Głównej w Dublinie wraz z zieloną flagą z napisem „Irish Republic”. Uznaje się na ogół, że w ten sposób została uznana „oficjalnie” za flagę narodową Irlandii (jakkolwiek powstanie wielkanocne było tylko jednostronną i z prawnego punktu widzenia samozwańczą proklamacją niepodległości).
Od 1922 Irish Tricolour nieprzerwanie pełni funkcję flagi narodowej i państwowej Irlandii: od 1922 Wolnego Państwa Irlandzkiego, kolejno od 1937 Éire i od 1949 Republiki Irlandii.

## Konstrukcja i wymiary
Prostokąt o proporcjach 1:2 podzielony na trzy równe sobie pionowe pasy: zielony, biały, pomarańczowy.

## Inne flagi Irlandii
Rolę flagi państwowej i narodowej Irlandii spełniało w przeszłości (lub pod pewnymi względami nadal spełnia) także kilka innych flag:
- Zielona flaga ze złotą harfą (Green Flag) jest obecnie proporcem (Naval Jack) marynarki wojennej Republiki Irlandii.
- Błękitna flaga ze złotą harfą pełni od 1945 funkcję sztandaru prezydenta Irlandii (Presidential Standard).
- Saint Patrick Cross generalnie wyszła z użycia po 1922, jednak pozostaje flagą anglikańskiego Kościoła Irlandii.
- republikanie irlandzcy na demonstracjach politycznych używają także błękitnej flagi z wizerunkiem Wielkiego Wozu, tak zwanej Starry Plough Flag, która była w czasie powstania wielkanocnego flagą Irlandzkiej Armii Obywatelskiej.
- błękitna flaga z pomarańczowym promienistym słońcem, tak zwana Sunburst Flag (ang.) lub Gal Greine (irl.), jest jeszcze jednym symbolem irlandzkiego republikanizmu, bywa też używana jako symbol ruchu na rzecz zachowania języka irlandzkiego (gaelickiego).
- w sytuacji, kiedy potrzebny jest neutralny apolityczny symbol reprezentujący całą wyspę Irlandię, używana jest tak zwana „Flaga Czterech Prowincji” (Four Provinces Flag), będąca złożeniem flag historycznych prowincji Irlandii: Connacht, Leinster, Munster i Ulster.

Zielona flaga z harfą
Sztandar prezydenta
Krzyż świętego Patryka (Saint Patrick Cross)
Starry Plough Flag
Sunburst Flag
Flaga Czterech Prowincji